# Kočka palawanská
Kočka palawanská (Prionailurus bengalensis heaneyi) je jedním z dvanácti poddruhů kočky bengálské a endemitem filipínského ostrova Palawan.
Dorůstá délky 45 až 55 cm, dalších 19,5 až 24 cm připadá na ocas. Váží v rozmezí 1,7 a 2,8 kg.
Po březosti o délce 60 až 70 dnů se zpravidla rodí dvě až tři mláďata.
Žije samotářsky a aktivní je zejména za soumraku. Je uzpůsobena pohybu a lovu ve vodě, má totiž plovací blány. Umí také šplhat, často se vyskytuje právě v korunách stromů, kde i loví.
Žije v různých typech lesů, zejména vlhčích listnatých, objevuje se i v plantážích. Nepouští se do otevřené krajiny.

## Chov v zoo
V evropských zoo se jedná o velký unikát, neboť byla na jaře 2019 chována pouze v pěti zoo. Nejdelší dobu je má německý Tierpark Berlin, kam byla první zvířata dovezena přímo z domovských Filipín v roce 2013 a kde se podařil v roce 2014 evropský prvoodchov a zároveň první odchov mimo Filipíny vůbec. Dále byly v roce 2019 na seznamu institucí s tímto poddruhem zoo v maďarském Debrecínu a tři české zoo: Zoo Jihlava, Zoo Plzeň a Zoo Praha. Když na konci roku 2018 byla do Zoo Jihlava přivezena mladá samice z Tierparku Berlin, v celé Evropě bylo chováno pouze dvanáct jedinců (šest samců a šest samic). Český prvoodchov byl zaznamenán v Zoo Plzeň v roce 2018, mláďata ovšem později (do konce roku) uhynula. Stejného roku však bylo úspěšného odchovu dosaženo v Zoo Praha, kde se narodil samec.

### Chov v Zoo Praha
První jedinci (samec Ilian a samice Taytay) byli do Zoo Praha dovezeni v roce 2015, a to z Tierparku Berlin. Jedná se o mláďata narozená ve zmíněné zoo dvěma různým párům, takže jde o nepříbuzný pár. V roce 2018 se jim podařilo odchovat první mládě. V dubnu 2019 se narodilo další mládě - opět samec.

Tento druh je k vidění v pavilonu šelem a plazů v dolní části zoo.

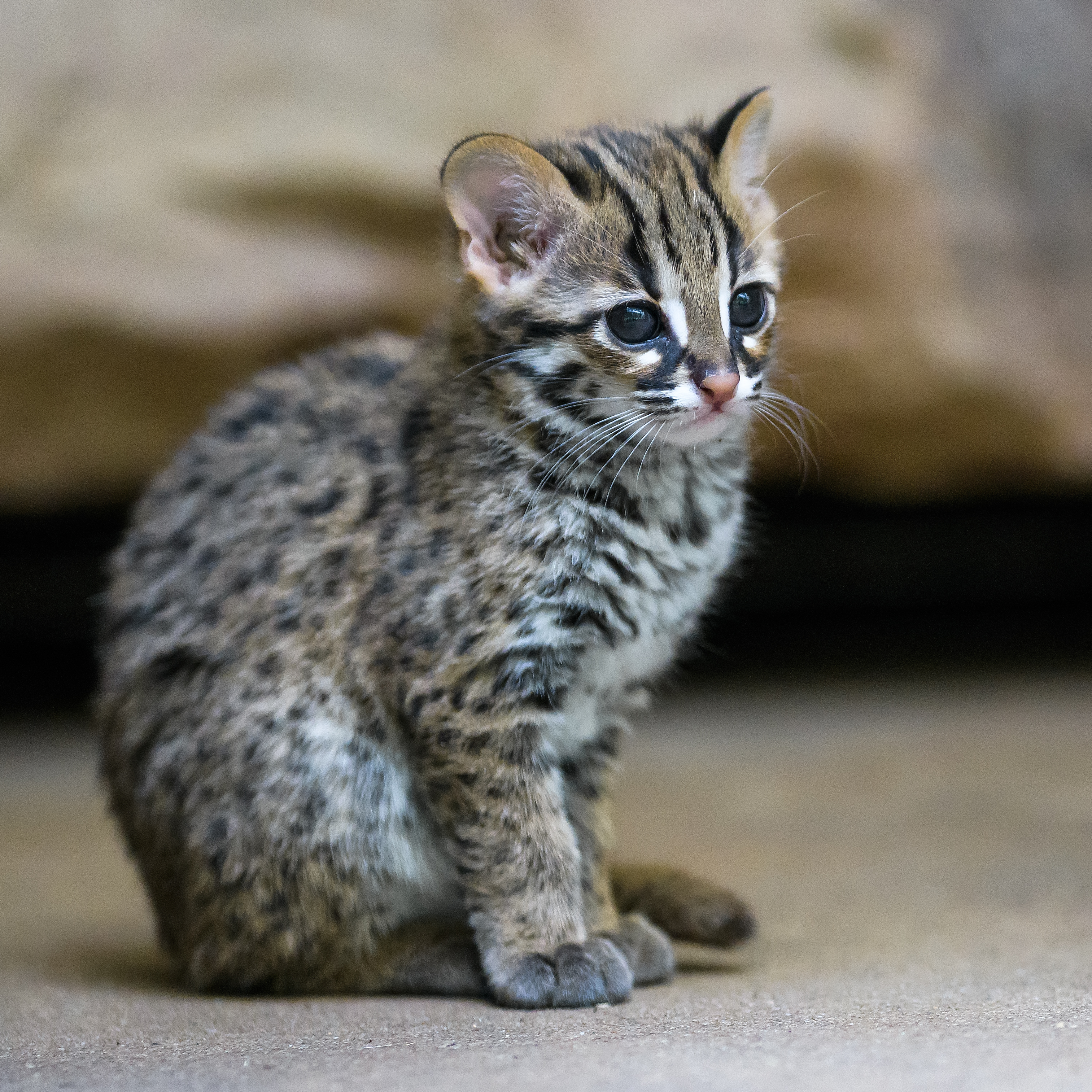
Mládě narozené v roce 2018
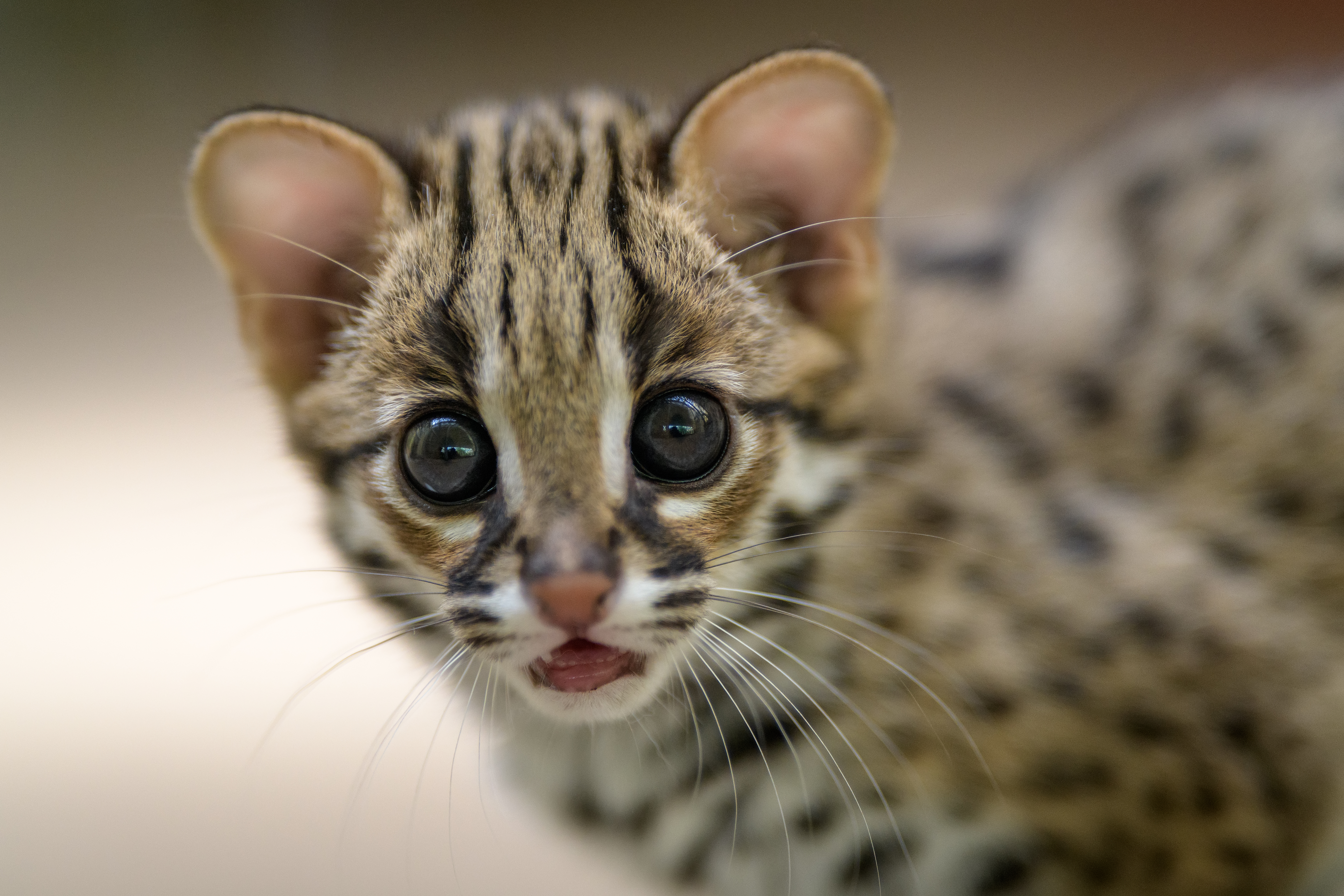
Mládě narozené v roce 2019